# خوان كاسترو
خوان كاسترو (بالإسبانية: Juan José Castro)‏ (و. 1895 – 1968 م) هو ملحن، وموزع (موسيقى)، وأستاذ جامعي، وعازف بيانو أرجنتيني، يستخدم آلات بيانو، توفي في بوينس آيرس، عن عمر يناهز 73 عاماً.

## التعليم
تعلم في شولا كانتوروم دو باري ‏.

## جوائز
حصل على جوائز منها:
- جوائز كونكس (1989)
- زمالة غوغنهايم.

## روابط خارجية
- خوان كاسترو على موقع IMDb (الإنجليزية)
- خوان كاسترو على موقع مونزينجر (الألمانية)
- خوان كاسترو على موقع ميوزك برينز (الإنجليزية)